# Bronze Age Pervert
Bronze Age Pervert, également connu sous le nom de BAP, est un philosophe et une personnalité d'internet d'extrême droite. Selon Politico et The Atlantic, Costin Alamariu (né en 1980), un philosophe roumano-américain, est la personne derrière le pseudonyme,. En août 2023, il comptait plus de 120 000 abonnés sur Twitter.

## Identité
En 2023, Politico a identifié l'écrivain Costin Alamariu comme la personne derrière le pseudonyme de Bronze Age Pervert, faisant référence à d'autres articles et podcasts qui l'avaient précédemment identifié. Selon Politico, ni Alamariu ni BAP n'ont répondu aux demandes de commentaires, et Alamariu n'a pas nié être BAP lorsque l'association a été faite auparavant,.
Alamariu est né en Roumanie en 1980 et a immigré aux États-Unis avec sa famille en 1990. Il est sorti diplômé du Newton South High School près de Boston en 1998 (où il est dans la même promotion que l'acteur B. J. Novak avec qui il réalise un canular en enregistrant de faux audioguides au musée des Beaux-Arts de Boston,), puis a obtenu un bachelor en mathématiques au MIT en 2002. Après un court passage en banque d'investissement, Alamariu retourne à l'université et obtient un master en philosophie de Columbia en 2006. Il reçoit enfin un doctorat en philosophie politique à Yale en 2015, avec une thèse intitulée "The Problem of Tyranny and Philosophy in the Thought of Plato and Nietzsche" rédigée sous la supervision de Bryan Garsten. Alamariu effectue ensuite un post-doc à Emory entre 2015 et 2016,.
Quand il est doctorant à Yale, Alamariu est rarement présent sur le campus de l'université afin de notamment traverser l'Argentine en camionnette. Durant son passage à Emory, Alamariu est constamment en conflit avec l'administration de l'université : il refuse de fournir son adresse au département des ressources humaines, il cesse de venir en présentiel à l'université et tente de dispenser ses cours via e-mail. Après son post-doc à Emory, Alamariu quitte les États-Unis et vit successivement au Brésil, en Hongrie, en Espagne, au Japon et à Hong-Kong,.

## Œuvre
En 2018, Bronze Age Pervert publie le livre Bronze Age Mindset. Michael Anton, conseiller du Président Donald Trump, publie une critique élogieuse du livre dans la revue Claremont Review of Books. Le livre est un succès en termes de ventes : il se classe dans le top 150 de l'ensemble du catalogue Amazon et dans le top 3 de la catégorie "Grèce antique",. Blake Smith, professeur d'histoire à l'Université de Chicago, relève l'influence de Leo Strauss sur l'ouvrage de BAP. La revue Harvard Divinity Bulletin, publiée par la Harvard Divinity School de l'Université Harvard, décrit Bronze Age Mindset comme un texte raciste, misogyne, et anti-tiers-mondiste.
Selon le New York Times, Bronze Age Pervert fait partie des intellectuels contribuant à la radicalisation du Parti Républicain et du mouvement conservateur aux Etats-Unis. Selon Philosophie Magazine, Bronze Age Pervert est idéologiquement proche du mouvement néoréactionnaire (NRx) porté par Curtis Yarvin et Nick Land.

## Publications

### Costin Alamariu
- (en) Costin Alamariu, « Putin 1 – International Vampires 0 », Taki's Magazine,‎ 28 juillet 2016 (lire en ligne)
- (en) Costin Alamariu, « Rule of the Global Eunuch », Medium,‎ 24 janvier 2017 (lire en ligne)
- (en) Costin Alamariu, « Was Tocqueville an Altright Internet Troll? », Medium,‎ 3 février 2017 (lire en ligne)
- (en) Costin Alamariu, « Looking Southward », Taki's Magazine,‎ 26 septembre 2017 (lire en ligne)
- (en) Costin Alamariu, « Jair Bolsonaro And The Populist Crisis In Brazil », Palladium,‎ 9 octobre 2018 (lire en ligne)
- (en) Costin Alamariu, « The Lesson That America Did Not Learn From Vietnam », Palladium,‎ 12 octobre 2018 (lire en ligne)
- (en) Costin Alamariu, Selective Breeding and the Birth of Philosophy, 15 septembre 2023, 368 p. (ISBN 979-8861502672)

### BAP
- (en) Bronze Age Pervert, Bronze Age Mindset, 6 juin 2018, 198 p. (ISBN 978-1983090448)
- (en) Bronze Age Pervert, « Old And New Paganism », The American Sun,‎ 25 mars 2019 (lire en ligne)
- (en) Bronze Age Pervert, « BAP on Israel’s Problem », The American Sun,‎ 1er août 2019 (lire en ligne)
- (en) Bronze Age Pervert, « America’s Delusional Elite Is Done », American Mind,‎ 22 octobre 2019 (lire en ligne)
- (en) Bronze Age Pervert, « The Open Steppe of the Sea », Man's World, vol. 1, no 2,‎ 8 mai 2021 (lire en ligne)
- (en) Bronze Age Pervert, « THE BIOLOGY OF KINGSHIP », Asylum Magazine, vol. 1, no 1,‎ 1er septembre 2021 (lire en ligne)
- (en) Bronze Age Pervert, « Communittar Fools », J'accuse,‎ 25 novembre 2021 (lire en ligne)
- (en) Bronze Age Pervert, « The Right of the Stronger and the Better », Man's World, vol. 1, no 7,‎ juillet 2022 (lire en ligne)
- (en) Bronze Age Pervert, « BAP on the Abuse of War », The American Sun,‎ 29 juillet 2022 (lire en ligne)
- (en) Bronze Age Pervert, « CLASSICAL MUSIC AND THE RIGHT », Asylum Magazine, vol. 1, no 4,‎ 4 novembre 2022 (lire en ligne)
- (en) Bronze Age Pervert, « The Populist Moment Never Happened », Man's World, vol. 1, no 12,‎ 23 septembre 2023 (lire en ligne)
- (en) Bronze Age Pervert, « Race in America and the Dork Right : Against an Authoritarianism of Clerks », Bronze’s Substack,‎ 27 octobre 2024 (lire en ligne)
- (en) Bronze Age Pervert, « The Geriatric Left and Progressive Right », Bronze’s Substack « On the Decivilization of Africa »,‎ 2 mars 2025 (lire en ligne)
- (en) Bronze Age Pervert, « American Support for Decolonization and the Left in Subsaharan Africa, 1950-1970 », Bronze’s Substack « On the Decivilization of Africa »,‎ 5 mars 2025 (lire en ligne)
- (en) Bronze Age Pervert, « Congo and the Global Tenement », Bronze’s Substack « On the Decivilization of Africa »,‎ 14 mars 2025 (lire en ligne)

### Pour approfondir
- (en) Josh Vandiver, « Metapolitics, masculinity, and technology in the rise of “Bronze Age Pervert” », dans Contemporary Far-Right Thinkers and the Future of Liberal Democracy, Routledge, 2021 (ISBN 9781003105176, lire en ligne)
- (en) James Noel Ward, « Entering the Modern Areopagus », New Oxford Review,‎ octobre 2023 (lire en ligne [https://philpapers.org/go.pl?id=WARETM&u=https%3A%2F%2Fphilpapers.org%2Farchive%2FWARETM.docx%5D)